# Kadettenschulen (Österreich-Ungarn)
In Österreich-Ungarn waren die Kadettenschulen (auch Kadettenanstalten) Teil der „Militär-Erziehungs- und Bildungs-Anstalten“. Sie waren dazu bestimmt, ihren Zöglingen neben der allgemeinen Bildung diejenigen theoretischen Kenntnisse zu vermitteln, die der Offizier zur Ausübung seines Berufs und zur weiteren Fortbildung benötigte.
Die Art und Weise, wie sie diese Aufgabe zu erfüllen hatten, wandelte sich jedoch im Lauf ihrer Geschichte durch Reformen in der Ausbildung des Offiziersnachwuchses.

## 1852 bis 1869
Um das Jahr 1859 bestanden in Österreich vier Cadeten-Institute für je 200 Zöglinge, aufgeteilt auf vier Jahrgänge.
Aufgenommen wurden die Zöglinge zwischen dem vollendeten 11. und vor dem noch nicht überschrittenen 12. Lebensjahr, außerdem mussten sie den Lehrstoff der 4. Klasse einer Normalschule besitzen. Deutschkenntnisse waren nicht nötig, nicht-deutschsprachige erhielten während des ersten Jahrgangs zusätzlichen Unterricht in der deutschen Sprache.
Nach dem erfolgreichen Abschluss des vierten Jahrgangs des Cadeten-Instituts erfolgte der Wechsel in eine der drei Militärakademien:

- Neustädter Akademie (Wiener Neustadt),
- Artillerie-Akademie (Mährisch Weißkirchen) oder
- Genie-Akademie (Klosterbruck bei Znaim an der Thaya).

Zöglinge mit schlechtem Fortschritt in ihrer Ausbildung wurden entweder aus den Cadeten-Instituten entlassen oder ausnahmsweise aus jedem der ersten drei Jahrgänge in den nächstfolgenden Jahrgang eines Ober-Erziehungshauses und aus dem letzten Jahrgang direkt in eine Infanterie-Schul-Compagnie versetzt.
- Standorte (1859): Hainburg an der Donau – Eisenstadt – Marburg (heute Maribor) – Rijeka

## 1869 bis 1918

Kadettenschule – 1907

Bisher wurden die Zöglinge der Cadeten-Institute nur auf den Besuch der Militärakademien, in denen sie erst die Ausbildung zum Offizier erhielten, vorbereitet. Ab nun hatten die Zöglinge die Wahl des Weges zum Offiziersrang: Kadettenschule oder Militärakademie. Auch war es bereits eingerückten Soldaten möglich, sich zum Offizier ausbilden zu lassen.
|  | Dienstgradabzeichen Kadett | Dienstgradabzeichen Kadett | Dienstgradabzeichen Kadett | Dienstgradabzeichen Kadett |
|  | -------------------------- | -------------------------- | -------------------------- | -------------------------- |
|  |                            |                            |                            |                            |
|  | Einjährig-Freiwilliger     | Kadett ab 1914             | Gebirgstruppe ab 1914      |                            |

### Zöglinge und Frequentanten
Als Zöglinge bezeichnete man noch nicht vereidigte Schüler der Kadettenschulen. Sie traten nach Verlassen der Kadettenschulen als Offiziersanwärter mit Unteroffiziersrang in die Offizierslaufbahn ein. Bis 1891 trugen den Dienstgrad "Kadett-Offiziersstellvertreter" nur jene Abgänger der Kadettenschulen, die ihre Ausbildung mit „sehr gut“ bestanden hatten, nach 1891 hingegen sämtliche Absolventen. Der Dienstgrad "Kadett-Offiziersstellvertreter" wurde 1908 in "Fähnrich" umbenannt.
Frequentanten waren bereits beeidete („assentierte“) Soldaten aller Chargengrade. Sie hatten sich entweder freiwillig zum Dienst gemeldet oder waren auf Grund ihrer Wehrpflicht beim Militär. Notwendig für die Aufnahme waren eine tadellose Conduite (Dienstbeschreibung) sowie die geforderte Vorbildung. Für viele von ihnen war dies eine Möglichkeit, die aus den verschiedensten Gründen abgebrochene Ausbildung doch noch abschließen zu können, sofern die Ausbildung nicht aus disziplinären Gründen abgebrochen worden war.
Die Beförderung der Frequentanten in wirkliche Unteroffiziers-Chargen sowie die Verleihung von Titular-Chargen war auf die Frequentanten des vierten Jahrgangs beschränkt, so dass auf Grund des ganzjährigen Klassifikationsabschlusses im dritten und des halbjährigen Abschlusses im vierten Jahrgang
- bei vorzüglichem und sehr gutem Gesamterfolg die wirkliche oder Titular-Feldwebels- (Wachtmeister-, Feuerwerker-) Charge;
- bei gutem Gesamterfolg die Titular-Zugsführers-Charge;
- bei genügendem Gesamterfolg die wirkliche oder Titular-Korporals-Charge

verliehen werden konnte.
Den Frequentanten der Artillerie- und Pionierkadettenschule, welche den zweiten Jahrgang mit vorzüglichem oder sehr gutem Erfolg absolviert hatten, wurde beim Aufstieg in den dritten Jahrgang die Titular-Korporals-Charge verliehen.
Mit Beginn des Schuljahres 1893/1894 wurden Aspiranten des Truppenstandes nicht mehr in die k.u.k. Kadettenschulen aufgenommen. Einer der Gründe für diese Maßnahme waren Proteste der Eltern von Zöglingen gegen den großen Altersunterschied der gemeinsam ausgebildeten Zöglinge und Frequentanten.
(Im Folgenden wird zwischen Zöglingen und Frequentanten nicht unterschieden!)

### Jahrgänge und Neuaufnahmen
Laut „Die k.k. Cadetenschulen als Militär-Erziehungs- und Bildungs-Anstalten. Aufnahms-Bedingungen (1889)“ hatten die Infanterie-, Artillerie- und Pionierkadettenschulen jeweils vier Jahrgänge, die Kavalleriekadettenschule drei Jahrgänge.

#### Vorbereitungskurse ab 1900
Ein Erlass vom 17. Februar 1900 ermöglichte den Interessenten an einer Kadettenschule den Besuch eines Vorbereitungskurses von eineinhalb Jahren Dauer.
Über die Einteilung zu diesen Vorbereitungskursen wurde durch die Beurteilung der Aufnahmeprüfung entschieden („geeignet“, „nicht geeignet“, „Einteilung in Vorbereitungskurs beantragt“).
Die ersten derartigen Vorbereitungskurse wurden im Schuljahr 1900/1901 an den Infanteriekadettenschulen Prag und Lemberg aufgestellt.

#### Infanteriekadettenschulen
Zur Aufnahme in den ersten, zweiten oder dritten Jahrgang einer Infanteriekadettenschule wurde der erfolgreiche Besuch der vier, fünf oder sechs untersten Klassen eines Gymnasiums oder einer Realschule erwartet. Für die Aufnahme in den vierten Jahrgang verlangte man den erfolgreichen Besuch eines Obergymnasiums oder einer Oberrealschule.

#### Pionier- und Artilleriekadettenschulen
Für die Pionier- und Artilleriekadettenschulen war die Bedingung für die Aufnahme in den ersten Jahrgang der Besuch einer Realschule oder eines Gymnasiums oder des entsprechenden Jahrgangs einer diesen Schulen gleichgestellten Lehranstalt. Für den zweiten Jahrgang war der vollständige Besuch einer Ober-Realschule oder eines Ober-Gymnasiums oder einer diesen Schulen gleichgestellten Lehranstalt nötig. In die beiden oberen Jahrgänge fanden direkte Neuaufnahmen nicht statt.

#### Kavalleriekadettenschule
In der Kavalleriekadettenschule in Mährisch Weißkirchen gab es keinen ersten Jahrgang, sondern nur einen zweiten, dritten und vierten Jahrgang. Die Ausbildung dauerte daher lediglich drei Jahre.
Um in der Kavalleriekadettenschule in den zweiten Jahrgang aufgenommen zu werden, war die Absolvierung der fünf unteren Klassen nötig. Aspiranten, welche die Aufnahme in die Kavallerie-Kadettenschule anstrebten, dieser Bedingung aber noch nicht entsprachen, konnten in den ersten Jahrgang einer Infanterie-Kadettenschule mit der Widmung für den Übertritt in die Kavallerie-Kadettenschule eintreten.
Voraussetzung für den Eintritt in den dritten Jahrgang waren die sechs unteren Klassen einer Realschule oder eines Gymnasiums oder einer diesen Schulen gleichgestellten Lehranstalt. Um in den vierten Jahrgang aufgenommen zu werden, musste eine Ober-Realschule oder ein Ober-Gymnasium oder eine diesen Schulen gleichgestellte Lehranstalt vollständig absolviert worden sein. Außerdem mussten diese Bewerber den Nachweis einer gewissen Geschicklichkeit beim Reiten nachweisen können.

### Schulgeld
Das Schulgeld war gestaffelt. Bevorzugt wurden dabei die Söhne von Offizieren und Militärbeamten. Eine Befreiung von der Zahlung des halbjährlich und im Vorhinein bei der aufnehmenden Kadettenschule zu entrichtenden Schulgelds sowie eine Rückerstattung gezahlter Beträge im Falle eines Schulaustritts fand nicht statt. Die Schulkommandanten konnten aber Ratenzahlung gestatten.
- Söhne von Offizieren, evangelischen und griechisch-orientalischen Militär-Geistlichen, Auditoren, Militär-Ärzten, Truppen-Rechnungsführern, Militär-Beamten und Unteroffizieren des aktiven, des Ruhe- und des Invalidenstandes des k.u.k. Heeres, der Kriegsmarine, der k.k. Landwehr und der k.u. Landwehr: 12 Gulden jährlich.

- Söhne von Offizieren der Reserve und der nicht-aktiven Landwehr, von Offizieren im Verhältnis „außer Dienst“, dann von Hof- und Zivilstaatsbeamten und von Hof- und Zivilstaatsbediensteten: 60 Gulden jährlich.

- Söhne aller übrigen österreichischen oder ungarischen Staatsbürger: 120 Gulden jährlich.

Für Söhne der beiden letztgenannten Gruppen betrug das Schulgeld 30 beziehungsweise 60 Gulden, sofern sie in eine Artillerie- oder Pionierkadettenschule aufgenommen wurden.

#### Equitationsgeld
Die Zöglinge beziehungsweise Frequentanten der Kavallerie-Kadettenschule in Mährisch Weißkirchen hatten außerdem zu Beginn des zweiten Jahrgangs (also bei Schuleintritt) einen Betrag von 100 Gulden, zu Beginn des dritten und vierten Jahrgangs einen Betrag von 200 Gulden in den Equitationsfonds der Schule zur Beschaffung der Reitpferde und sonstiger Ausrüstungsgegenstände für den Reitunterricht einzuzahlen. Dieser Betrag konnte in begründeten Fällen für Söhne minderbemittelter Offiziere und Militärbeamter auf 50 beziehungsweise 100 Gulden herabgesetzt werden.

### Lehrplan
Der Lehrplan umfasste
- Deutsche und französische Sprache
- Geographie
- Geschichte
- Mathematik
- Physik
- Chemie
- geometrisches und Freihandzeichnen
- praktische Geometrie
- militärische Fächer
  - Dienstreglement
  - Heeresorganisation
  - Waffenlehre
  - Pionierdienst
  - Exerzierreglement
  - Taktik
  - Terrainlehre
  - Terraindarstellung

Die Zahl der Zöglinge war auf den einzelnen Schulen sehr unterschiedlich und lag zwischen 120 und 280 Personen.

### Lage
Es bestanden an verschiedenen Standorten insgesamt 18 Infanteriekadettenschulen, zwei Artillerie- sowie je eine Pionier- und Kavalleriekadettenschule – allerdings nicht immer zur gleichen Zeit.

#### Infanteriekadettenschulen

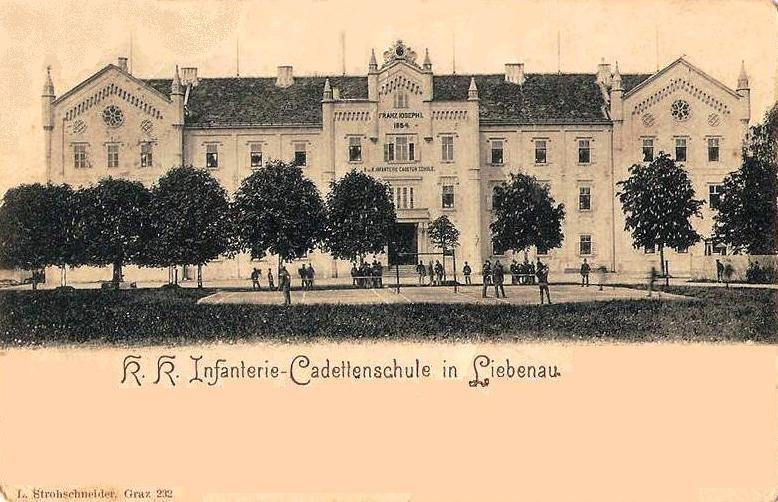
k.k. Infanterie-Cadettenschule Graz Liebenau (um 1900).

Die Infanteriekadettenschulen befanden sich in
- Wien-Breitensee (1869–1918, 1919 Höhere Internatsschule für Knaben, ab 1939 Napola, heute Kommandogebäude Theodor Körner)
- Budapest (1869–1918 (?))
- Prag (1869–1918 (?))
- Königsfeld bei Brünn (1869 in Brünn gegründet, 1877 nach Königsfeld verlegt bis 1918 (?))
- Preßburg (1869–1913)
- Innsbruck (1869–1918 (?))
- Temesvár (1869–1918 (?))
- Hermannstadt (Nagyszeben, Sibiu) (1869–1918 (?))
- Triest (1875–1907)[1]
- Liebenau (Graz) (1854–1918)[2]
- Łobzów bei Krakau (1875–1913)
- Karlstadt (1868 in Agram gegründet, 1878 als Filiale und 1880 gesamt nach Karlstadt übersiedelt – 1918 (?))
- Marburg an der Drau (1894–1913)
- Kamenitz bei Peterwardein (1895–1918 (?))
- Kassa (1904–1913)
- Straß in der Steiermark (1896–1904)
- Lemberg (1899–1914)
- Zara (1869–1875)

Die Zöglinge der Infanteriekadettenschulen wurden für den Dienst bei der Infanterie und Jägertruppe ausgebildet.
Zöglinge, welche zur Sanitätstruppe wollten, kamen in der Infanteriekadettenschule Pressburg in eine eigene Abteilung. Den ersten und zweiten Jahrgang absolvierten sie gemeinsam mit den Zöglingen für die Infanterietruppe, im dritten und vierten Jahrgang erhielten sie den Unterricht in ihren Fachgegenständen.
Zöglinge, welche zur Train-Truppe wollten, kamen in der Infanteriekadettenschule Prag in eine eigene Abteilung. Den ersten und zweiten Jahrgang absolvierten sie gemeinsam mit den Zöglingen für die Infanterietruppe, im dritten und vierten Jahrgang erhielten sie den Unterricht in ihren Fachgegenständen.
Zöglinge, die den Eintritt in die Königlich ungarischen Pferdezucht-Anstalten anstrebten, wurden bis zum Übertritt in den Fachkurs des „Königlich ungarischen Thierarznei-Instituts“ nach den Bestimmungen der „Vorschriften für die Ergänzung des Officiers-Corps in den k. ungar. Pferdezucht-Anstalten“ in den ersten drei Jahrgängen der Infanteriekadettenschule Budapest ausgebildet.
Als Uniform trugen die Zöglinge die Mannschaftsuniform des Infanterieregiments Nummer 1 („Kaiser“), ebenso die Zöglinge der „Sanitätsabteilung“ in Pressburg. Die Zöglinge der „Train-Abteilung“ in Prag trugen die Mannschaftsuniform der Traintruppe.

#### Kavalleriekadettenschule
- Mährisch Weißkirchen (1879–1918 (?))

Die Zöglinge der Kavalleriekadettenschule wurden für den Dienst bei der Kavallerie ausgebildet.
Als Uniform trugen die Zöglinge die Mannschaftsuniform des Husarenregiments Nummer 1 (Attila nach Schnitt der Sommer-Attila der Offiziere mit Schnüren aus Schafwolle).

#### Artilleriekadettenschule
- Wien (1869–1907)[Anm. 1]
- Traiskirchen (1903–1918)[Anm. 2]

Artilleriekadettenschule Traiskirchen, mit dem Schneeberg im Hintergrund

Im Oktober 1900 wurde in Traiskirchen mit dem Bau einer neuen k.u.k. Artilleriekadettenschule begonnen, die 1907 die bisherige Artilleriekadettenschule im Wiener Arsenal ersetzte.
Die Zöglinge der Artilleriekadettenschule wurden für den Dienst bei der Artillerie ausgebildet.
Als Uniform trugen die Zöglinge die Mannschaftsuniform der Festungs-Artillerie (allerdings mit glatten Knöpfen).

#### Pionierkadettenschule
- Hainburg an der Donau (1869–1913)

Die Zöglinge der Pionierkadettenschule wurden für den Dienst im Pionier-, Eisenbahn- und Telegraphen-Regiment als auch für den Dienst bei der Infanterie und Jägertruppe ausgebildet.
Als Uniform trugen die Zöglinge die Mannschaftsuniform des Pionier-Regiments.

### Umwandlung der Kadettenschulen
Da geplant war, den Offiziersnachwuchs vermehrt in den Akademien auszubilden, wurden einige der Kadettenschulen 1913 geschlossen und in Militär-Oberrealschulen umgewandelt. Ob die betroffenen Zöglinge ihre Ausbildung am bisherigen Standort fortsetzen konnten und nur keine Neuaufnahmen stattfanden oder in andere Kadettenschulen verlegt wurden, ist nicht bekannt.

## Ablegung der Cadettenprüfung ohne Absolvierung einer Cadetenschule
Um das Berufsziel Offizier der k.u.k. Armee zu erreichen, musste man nicht unbedingt den Militärschulapparat der Donaumonarchie durchlaufen.

### Zulassung
Die Möglichkeit, die Cadettenprüfung ohne vorhergegangene Absolvierung einer Kadettenschule stand Unteroffizieren, Gefreiten und Soldaten des Heeres ebenso offen wie Personen des Zivilstandes.
- Unteroffiziere, Gefreite und Soldaten mussten sehr gut conduisiert sein.

- Personen des Zivilstandes mussten die gesetzlichen Erfordernisse für den freiwilligen Eintritt in das Heer erfüllen. Ausländische Zivilisten benötigten zusätzlich die Allerhöchste (kaiserliche) Bewilligung zum Eintritt ins Heer.

Außerdem mussten die Bewerber ledigen Standes gewesen sein sowie durch legale Schulzeugnisse ein makelloses Vorleben und die wissenschaftliche Befähigung nachweisen.
Die Aspiranten hatten an jener Kadettenschule, an welcher sie die Kadettenprüfung ablegen wollten, die Mappierungsübungen vor der Prüfung mitzumachen. Von diesen Übungen waren sie lediglich dann befreit, wenn die Kadettenprüfung während eines Krieges abgehalten wurde.

### Prüfung
Die Aspiranten hatten aus allen Unterrichtsfächern des Lehrplanes der betreffenden Kadettenschule eine Prüfung im vorgeschriebenen Umfang abzulegen.
- Aspiranten, die ein Maturitätszeugnis eines Obergymnasiums oder einer Oberrealschule beibrachten, waren von Prüfungen in humanistischen Fächern enthoben.

- Aspiranten aus dem Zivilstand waren von der Prüfung aus „Exerzieren und Ausbildung im Truppendienste“ enthoben, der Nachweis von Fertigkeiten in Turnen, Fechten, Reiten und Fahren war für diese Aspiranten nicht obligat.

Die theoretische Prüfung war in der deutschen Sprache als Dienstsprache des Heeres abzuhalten.

### Ernennung zum Kadetten
Nach der bestandenen Kadettenprüfung wurden Unteroffiziere, Gefreite und Soldaten sofort, Aspiranten des Zivilstandes erst nach der Assentierung und die diesbezügliche von dem betreffenden Ergänzungsbezirks-Kommando direkt vorzulegende Anzeige beim Reichs-Kriegs-Ministerium einlangte, zu Kadetten ernannt.
Im Truppendienst bereits erprobte Unteroffiziere konnten, sofern es die Standesverhältnisse zuließen, zu Cadet-Officiers-Stellvertretern ernannt werden.

## Landwehrkadettenschule
Ferner bestand für den aktiven Stand der Landwehr eine Landwehrkadettenschule in Wien beziehungsweise für die königlich-ungarische Landwehr die Ludovika-Akademie in Budapest.